# 導遊
導遊（英語：tour guide）是旅遊活動中负责介绍景点和带领游客活动行程的人员，是旅遊業中的一個職業。
在語言文化，风俗习惯不同的地方，有導游陪伴可以降低安全風險、減少混亂、节省时间、提高旅行效率。但也有一些游客语言能力较强，节约经费，或体验点正是日常生活的差異以及不确定性，则会自助出行。導游工作可以與翻譯、司機、海員、讲解员、考古学家等兼任或分離。

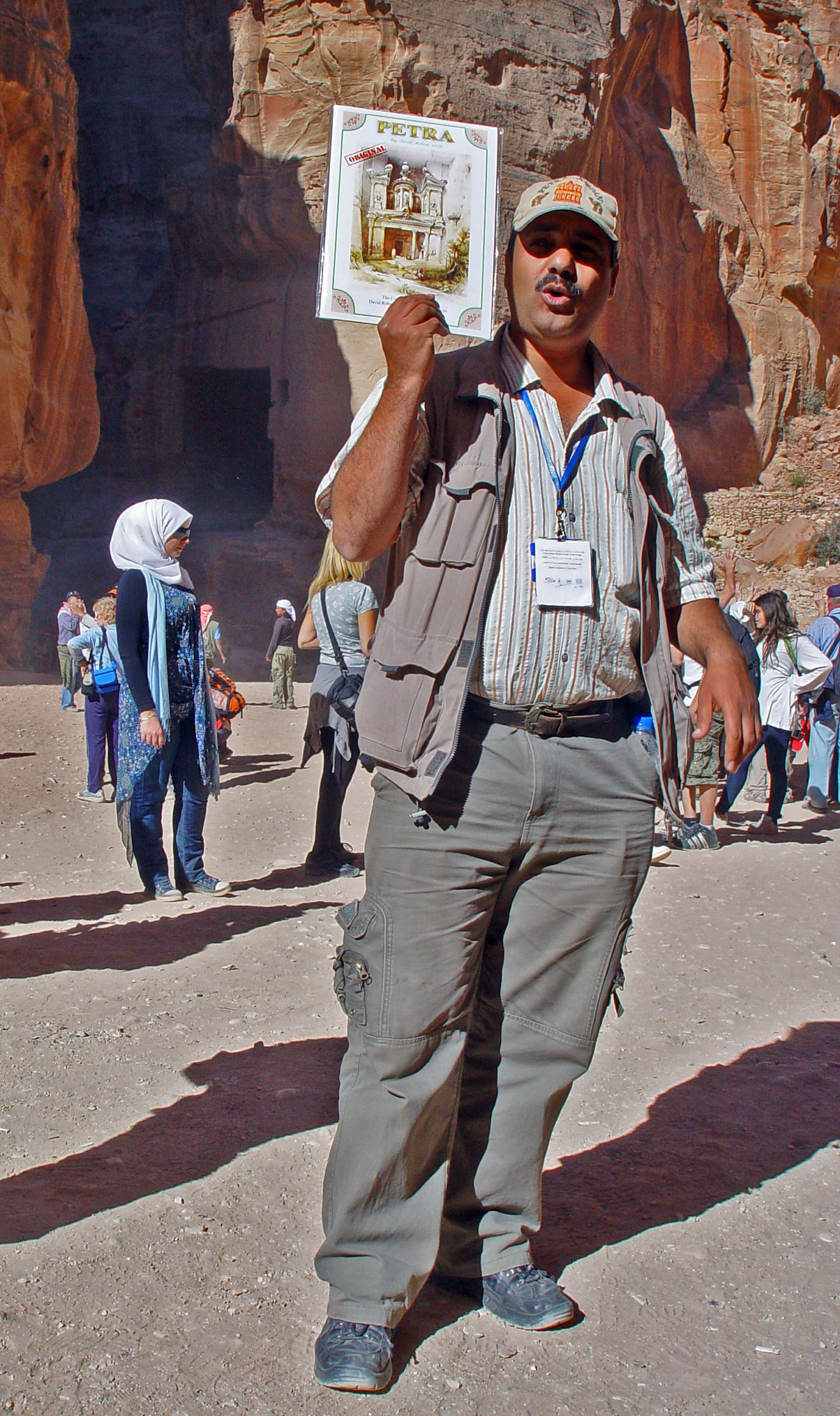
一位約旦導遊

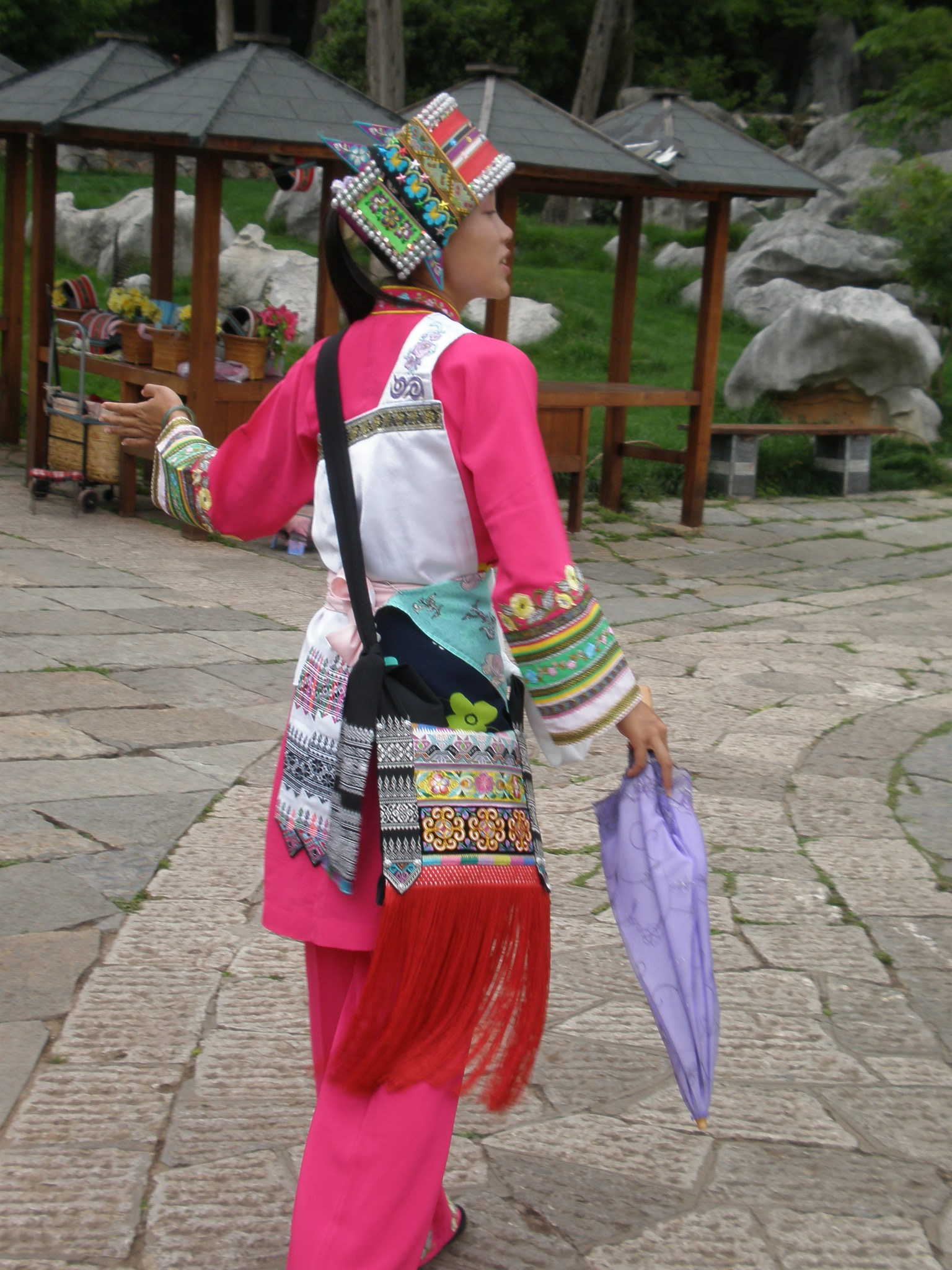
雲南石林導遊

## 旅行團的「領隊」和「導遊」的分工
在旅行團中的前線服務員有旅遊車司機、領隊及導遊有時候會有攝影師。
領隊：是當地接待單位的前線代表，負責帶領團員（客人）到旅遊地（外地）。
導遊：他們因為對當地旅遊具有專業的認識，協助旅行團安排参觀本地區景點的先後次序，以及介紹文化藝術觀點、建築物特色、歷史、典故、特產名產、娛樂休閒活動等。
優秀的導遊要友善、受到團友的歡迎、對景點的知識要廣博，如百科全書。

## 自由行與本地導遊（Local Guide）
一些散客單獨前往目的地或三兩同行，稱爲自由行，入境之後，再参予當地的本地遊，而接待的前線服務員有售票員、司機及導遊。
自由行的導游形式多樣，由於團隊小而靈活，可以與當地各種體驗相結合如考古、探險、泛舟、烹飪、手工艺等。

## 收入
由旅行社招聘的正规导游，收入分为基本薪金、服务费（小费）、佣金、回扣。
基本薪金为旅行社支付，多勞多得。
服务费：收小费在美国等资本主义国家非常流行，甚至成为一种明规则，金额是不定的。在前共产主义国家，收付小费等同于贿赂，现在这些国家的导游没有收小费的习惯，不过会把定额服务费从团费中收取。
佣金為介紹服務費用，為介紹該商店所給予的廣告介紹費，但这种形式已经被回扣取代。
回扣即是从购物点的销售额中提取比例作为佣金，大部分旅游团队都有购物点。有时候销售回扣占导游收入的一大部分，有些黑导游更以此作为惟一的收入。一旦销售额不理想或者没有游客购物，就会招致导游恶言相向，甚至强制购物。

## 資格

### 專業資格
- 在臺灣，需通過中華民國考試院考選部舉辦之專門技術人員導遊考試，並參加交通部觀光局之職前訓練，結訓取得“導遊證”之後，方可，以“導遊身份”在台灣地區帶團遊歷。另外，還有“導覽解說人員”，為各縣市政府自辦的旅遊類人才，但是，導覽解說員無法跨越縣市服務，僅僅限於該縣市區域內作旅遊解說。
- 在中國大陸，擔任導遊前必須先通過全國導遊資格考試，考試資格包括是中國公民、持有高中學歷以及是身體健康等。考試合格後取得導遊資格證，然後憑導遊資格證通過受僱旅行社申請導遊證，方可在全國範圍內擔任導遊。導遊可使用中文或外語，視乎考試時所選考的語言而定。
- 在香港，導遊必須事前修畢旅遊業監管局指定的導遊課程及通過考試，且符合其他條件，方可領取牌照，擔任導遊工作。
- 在澳門，導遊必須持有導遊工作證。從事該行業的必須是澳門居民，並修畢澳門旅遊學院或其他教育機構開設的旅遊相關的高等專科學位或學士學位課程，並且在澳門旅遊局登記及與旅行社有合約關係。
- 在新加坡，任何人必須完成精深技能發展局（SkillsFuture Singapore）認可的新技能資格（Workforce Skills Qualifications）導遊課程，才可向新加坡旅遊局申請導遊執照。報讀課程的要求是年滿21歲、身體健康、對導遊時所使用的語言十分熟練，並需通過提供課程的學院所安排的面試。
- 在韓國，根據修正後的法律，所有擔任入境遊客導遊的人士，必須事先通過考試及取得認證。考試內容包括筆試、語言考試及個人面試。主修旅遊業相關課程的人士可豁免筆試，語言考試亦可用其他官方語言考試代替。
- 在紐約市，當地導遊稱為觀光導遊，獲得執照的條件是繳納費用，通過觀光導遊考試，並提供身份證明文件及個人照片，並向紐約市消費者及工人保護部遞交申請。

### 不需專業資格
- 修訂後的日本《翻譯導遊法》於2018年1月4日施行後，沒有翻譯導遊資格證的人也可以向遊客提供有償的翻譯導遊服務。[2][3]